# Liste der Kulturdenkmale in Stollberg/Erzgeb.

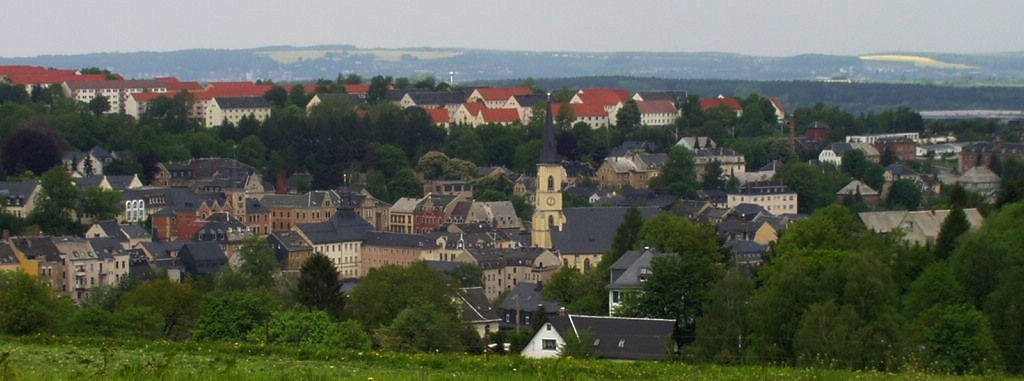
Blick auf die Innenstadt von Stollberg

Die Liste der Kulturdenkmale in Stollberg/Erzgeb. enthält die Kulturdenkmale in Stollberg/Erzgeb.
Diese Liste ist eine Teilliste der Liste der Kulturdenkmale in Sachsen.

## Legende
- Bild: Bild des Kulturdenkmals, ggf. zusätzlich mit einem Link zu weiteren Fotos des Kulturdenkmals im Medienarchiv Wikimedia Commons. Wenn man auf das Kamerasymbol klickt, können Fotos zu Kulturdenkmalen aus dieser Liste hochgeladen werden:
- Bezeichnung: Denkmalgeschützte Objekte und ggf. Bauwerksname des Kulturdenkmals
- Lage: Straßenname und Hausnummer oder Flurstücknummer des Kulturdenkmals. Die Grundsortierung der Liste erfolgt nach dieser Adresse. Der Link (Karte) führt zu verschiedenen Kartendiensten mit der Position des Kulturdenkmals. Fehlt dieser Link, wurden die Koordinaten noch nicht eingetragen. Sind diese bekannt, können sie über ein Tool mit einer Kartenansicht einfach nachgetragen werden. In dieser Kartenansicht sind Kulturdenkmale ohne Koordinaten mit einem roten bzw. orangen Marker dargestellt und können durch Verschieben auf die richtige Position in der Karte mit Koordinaten versehen werden. Kulturdenkmale ohne Bild sind an einem blauen bzw. roten Marker erkennbar.
- Datierung: Baubeginn, Fertigstellung, Datum der Erstnennung oder grobe zeitliche Einordnung entsprechend des Eintrags in der sächsischen Denkmaldatenbank
- Beschreibung: Kurzcharakteristik des Kulturdenkmals entsprechend des Eintrags in der sächsischen Denkmaldatenbank, ggf. ergänzt durch die dort nur selten veröffentlichten Erfassungstexte oder zusätzliche Informationen
- ID: Vom Landesamt für Denkmalpflege Sachsen vergebene, das Kulturdenkmal eindeutig identifizierende Objekt-Nummer. Der Link führt zum PDF-Denkmaldokument des Landesamtes für Denkmalpflege Sachsen. Bei ehemaligen Kulturdenkmalen können die Objektnummern unbekannt sein und deshalb fehlen bzw. die Links von aus der Datenbank entfernten Objektnummern ins Leere führen. Ein ggf. vorhandenes Icon  führt zu den Angaben des Kulturdenkmals bei Wikidata.

## Stollberg/Erzgeb.
| Bild                                    | Bezeichnung | Lage                            | Datierung                               | Beschreibung | ID       |
| --------------------------------------- | --- | ------------------------------- | --------------------------------------- | --- | -------- |
|                                         | Denkmalschutzgebiet »Um die Herrenstraße« | (Karte)                         |                                         | | 09301411 |
|                                         | Mietshaus in Ecklage und in halboffener Bebauung | Am Mühlgraben 1 (Karte)         | bezeichnet 1904                         | Mit Eckladen, historisierender Klinkerfassade, Eckbetonung, baugeschichtlich von Bedeutung. Mansarddach, stehende Schleppgaupen, Ziergiebel mit Sonnenmotiv, im ersten und zweiten Obergeschoss Keramikfliesen (weiß und grün), ein Eckladen, ein zweiter Laden mit Säulenschmuck gut erhalten, bezeichnet „1904“ (am Ziergiebel) | 09229254 |
|                                         | Mietshaus in halboffener Bebauung | Am Mühlgraben 2 (Karte)         | um 1904                                 | Mit Laden, historisierender Klinkerfassade mit Fachwerk-Dachhäuschen, baugeschichtlich von Bedeutung. Mansarddach, stehende Schleppgaupen, Rundbogenfenster, Fachwerkschmuck im Zwerchgiebel, im ersten und zweiten Obergeschoss Keramikfliesen (weiß und grün), Haustüre im Jugendstil, Laden erneuert, Hofseite und Giebel schmucklos, 1904 (bezeichnet am Nachbarhaus Nummer 1). | 09229255 |
|                                         | Wohnhaus in offener Bebauung | Am Mühlgraben 3 (Karte)         | um 1800, Kern womöglich älter           | Obergeschoss wohl noch zum Teil Fachwerk, Segmentbogenportal, Mansarddach, baugeschichtlich von Bedeutung. Mansarddach mit Krüppelwalm, stehende Dachfenster im Mansardteil, Fachwerk im Obergeschoss verputzt, Sandstein-Türstock, alte Haustüre, Klappläden im Erdgeschoss, Heiste. | 09229256 |
|                                         | Wohnhaus in offener Bebauung | Bachgasse 18 (Karte)            | 1. Hälfte 19. Jahrhundert               | Obergeschoss Fachwerk verschiefert, erzgebirgstypisch, markante Lage im Ortsbild, baugeschichtlich von Bedeutung. Satteldach, Obergeschoss und Giebel verkleidet, Einfriedung: Bruchsteinsockel mit Holzlattenzaun. | 09229258 |
|                                         | Wohnhaus in halboffener Bebauung | Bachgasse 25 (Karte)            | um 1800                                 | Fachwerk im Obergeschoss und im Erdgeschoss (in der Region selten), baugeschichtlich von Bedeutung. Satteldach, Dachhecht, Klappläden im Erdgeschoss, Giebel verkleidet. | 09229259 |
|                                         | Wohnhaus eines Bauernhofes | Chemnitzer Straße 13 (Karte)    | um 1800                                 | Obergeschoss Fachwerk, ortsbildprägend, baugeschichtlich von Bedeutung. Vermutlich Wohnstallhaus eines ehemaligen Vierseithofes, zu dem heute keine Verbindung mehr besteht (Eingang von der Hofseite an die Westseite verlegt), Fachwerk im Obergeschoss und im Giebel, Satteldach, hofseitig Fachwerk im Obergeschoss, Wetterseite verschiefert, Stallteil modernisiert, Werksteingewände im Erdgeschoss zum Teil erhalten, Giebel Sichtfachwerk. | 09229746 |
|                                         | Feuerwehrdepot mit Wohnturm und Gerätehaus | Chemnitzer Straße 26 (Karte)    | 1930                                    | Ziegelbau, Anklänge an den Stil der Moderne, ortshistorisch und baugeschichtlich von Bedeutung. Roter Klinkerbau, straßenseitig sieben Garagen für die Feuerwehr (Eisentore), seitliche Treppe mit Mauereinfassung (rote Klinker), rückseitig Eingang zu den Wohnungen und Veranden im zweiten und dritten Obergeschoss. | 09229276 |
|                                         | Mietshaus in Ecklage und in halboffener Bebauung | Gartenstraße 6 (Karte)          | bezeichnet 1901                         | Mit Laden, zeittypischer Klinkerbau mit Eckturm, eine Straßengabelung betonend, städtebaulich und baugeschichtlich von Bedeutung. Klinkerbau an der Straßengabelung, Mansarddach, Gaupen mit Turmdach, im Erdgeschoss Putznutungen, beide Obergeschoss rot und gelb verklinkert, Fenster- und Türgewände profiliert mit Schlussstein (rötlicher Beton), Eckladen mit Eingangstreppe, bezeichnet „1901“ (am Eckturm). | 09229267 |
|                                         | Wohnhaus und Seitengebäude eines ehemaligen Vierseithofes | Goethestraße 6 (Karte)          | um 1800                                 | Beide Gebäude mit verschiefertem Fachwerk-Obergeschoss, baugeschichtlich von Bedeutung. Gärtnerei Zschorn (ehemalig): - Wohnhaus: Fachwerk im Obergeschoss, Giebel und hofseitig verkleidet, rückseitig Fachwerk im Obergeschoss, Porphyrfenster- und Türgewände, Satteldach (Preolit), Anbau einer Veranda um 1900, - Erstes Seitengebäude: Mit Stallteil, Satteldach, Giebel verbrettert, Obergeschoss verschiefert (sehr alter Schiefer), Ansatz eines ehemaligen Hoftores sichtbar (Bruchstein), - Zweites Nebengebäude: Schuppen mit sieben alten Holztüren.                                                         | 09229748 |
| Weitere Bilder                          | Kirche St. Jakobi | Hauptmarkt (Karte)              | 1653-1659                               | Flachgedeckte Saalkirche mit dreiseitigem Ostschluss und Empore sowie mit neogotischem Westturm, ortsgeschichtlich, ortsbildprägend und baugeschichtlich von Bedeutung. Innenausstattung. | 09229807 |
| Weitere Bilder                          | Rathaus | Hauptmarkt 1 (Karte)            | 1886-1887                               | Repräsentativer roter Klinkerbau mit markantem Turm, im Stil der Neorenaissance, ortsbildprägend, ortsgeschichtlich und baugeschichtlich von Bedeutung. Walmdach, Turmfassade mit drei Dreiecksgiebeln, Fenster- und Türgewände aus Sandstein. | 09229802 |
|                                         | Mietshaus in geschlossener Bebauung | Hauptmarkt 2 (Karte)            | um 1900                                 | Mit Laden, historisierender Klinkerbau mit Zwerchhaus im Dach, baugeschichtlich von Bedeutung. Roter Klinkerbau, Mansarddach, Zwerchgiebel mit Volutenschmuck. | 09229753 |
|                                         | Wohnhaus in geschlossener Bebauung | Hauptmarkt 5 (Karte)            | um 1800                                 | Obergeschoss Fachwerk, bildet Baugruppe mit den Nachbarhäusern, siehe auch Pfarrstraße 2 (ehemalige Knabenschule), baugeschichtlich von Bedeutung. Gebäude in Ecklage mit Krüppelwalmdach und Giebel mit Erker zum Markt (verschiefert), zwei Gauben, Fachwerk im Obergeschoss, Arkaden mit Böhmischen Kappen (1952 zum Laubengang geöffnet). | 09229816 |
|                                         | Wohnhaus in halboffener Bebauung und in Ecklage | Hauptmarkt 6 (Karte)            | um 1800                                 | Obergeschoss Fachwerk, bildet Baugruppe mit den Nachbarhäusern, siehe auch Pfarrstraße 2 (ehemalige Knabenschule), baugeschichtlich von Bedeutung. Gebäude in Ecklage mit Krüppelwalmdach und Giebel mit Erker zum Markt (verschiefert), zwei Gauben, Fachwerk im Obergeschoss, Arkaden mit Böhmischen Kappen (1952 zum Laubengang geöffnet). | 09229815 |
|                                         | Mietshaus in Ecklage und in halboffener Bebauung | Hauptmarkt 8 (Karte)            | bez. 1901                               | mit Laden, historisierende Klinkerfassade mit Eckbalkons, baugeschichtlich von Bedeutung. Klinkerbau, Mansarddach, Zwerchgiebel (mit Walm), Eckbalkon im 2. Obergeschoss | 09229755 |
|                                         | Mietshaus in Ecklage und in geschlossener Bebauung (ohne Hausteil an der Straße Am Mühlgraben) | Hauptmarkt 9 (Karte)            | um 1900                                 | mit Laden, historisierende Klinkerfassade, baugeschichtlich von Bedeutung. Klinkerbau, Sattelwalmdach, Gesimse, Dreiecksgiebel über den Fenstern | 09229756 |
| Weitere Bilder                          | Amtsgericht sowie rückwärtiger Anbau | Hauptmarkt 10 (Karte)           | bez. 1812                               | dreigeschossiges massives Gebäude mit Walmdach und Dachreiter, repräsentatives Bauwerk im klassizistischen Stil, erbaut als Rathaus, ortsgeschichtlich, platzbildprägend und baugeschichtlich von Bedeutung. Im 2. Obergeschoss Medaillons aus Porphyr unter den Fenstern (Blätterornamente), im Hausflur zwei Steintafeln von 1599 (vermutl. von Vorgängerbauten), erbaut als Rathaus, später Amtsgericht, bezeichnet 1812 (am Portal) | 09229803 |
| Weitere Bilder                          | Mietshaus in Ecklage und halboffener Bebauung (bauliche Einheit mit Herrenstraße 2), mit Nebengebäude am Hof | Hauptmarkt 11 (Karte)           | bez. 1913                               | stattlicher Putzbau mit zwei flachen Erkern, Reformstil-Architektur, städtebaulich und baugeschichtlich von Bedeutung. Putzbau, Mansardwalmdach, Putzornamentik, Eckladen, bezeichnet 1913 (über dem Eingang an der Ecke), rückwärtig Haustür und Holzsprossenfenster im Stil der Zeit erhalten, rückwärtig Balkone | 09229771 |
| Weitere Bilder                          | Kath. Kirche | Herrenstraße (Karte)            | vor 1500, im Kern älter                 | zweischiffige gotische Hallenkirche mit eingezogenem Chor und Dachreiter, lange als Friedhofskirche genutzt, daher im Volksmund Totenkirche genannt, heute katholische Kirche des Ortes, baugeschichtlich, ortsgeschichtlich und kunstgeschichtlich von Bedeutung. Mit Backsteingewölbe und gotischem Chor (Kreuzrippengewölbe) mit Triumphbogen aus älterer Anlage, steiles Schieferdach mit Dachreiter, Innenausstattung, eine Zeit lang auch Heldengedächtniskirche genannt (zur Erinnerung an die Toten des 1. Weltkrieges)                                                                                           | 09229806 |
|                                         | Mietshaus in halboffener Bebauung (bauliche Einheit mit Hauptmarkt 11) | Herrenstraße 2 (Karte)          | 1913                                    | stattlicher Putzbau mit flachem Erker, Reformstil-Architektur, baugeschichtlich von Bedeutung. Putzbau mit Mansarddach und Gaupen, bezeichnet 1913 (am baugleichen Nachbargebäude) | 09229770 |
| Weitere Bilder                          | Wohnhaus in halboffener Bebauung und in Ecklage | Herrenstraße 5 (Karte)          | Kern wohl 18. Jh.                       | Geburtshaus des bedeutenden Maschinenbau-Ingenieurs und Hochschullehrers Carl von Bach (1847–1931), Obergeschoss Fachwerk, Mansarddach, baugeschichtlich und personengeschichtlich von Bedeutung Mansarddach, drei Gaupen, ein Giebel verschiefert, ein Giebel Fachwerk, Fenstergewände und Türstock aus Porphyr, im Erdgeschoss und im Obergeschoss Acht-Scheibenfenster, Fachwerk im Obergeschoss und im Giebel | 09229768 |
|                                         | Mietshaus in halboffener Bebauung | Herrenstraße 11 (Karte)         | um 1900                                 | mit Laden, zeittypische Klinkerfassade, baugeschichtlich von Bedeutung. Rote Klinkerfassade, gut erhaltene Erdgeschoss-Zone mit Laden und originaler Haustür | 09229767 |
|                                         | Mietshaus in geschlossener Bebauung | Herrenstraße 13 (Karte)         | um 1900                                 | mit Laden, zeittypische Klinkerfassade, baugeschichtlich von Bedeutung. Gelbe Klinkerfassade, Erdgeschoss-Zone mit Putznutungen, Laden und zwei Eingangstüren im Original erhalten | 09229766 |
|                                         | Mietshaus in geschlossener Bebauung | Herrenstraße 15 (Karte)         | um 1900                                 | mit Laden, helle Klinker-Putz-Fassade mit kleinem Erker, im Stil des Historismus, mit Jugendstildetails, baugeschichtlich von Bedeutung. Fassade mit reichhaltigem plastischen Bauschmuck (Jugendstil), weiße Klinker, Volutengiebel, Erker im 1. Obergeschoss, Erdgeschoss-Zone mit Laden, Schaufenster und Haustüre im Original erhalten | 09229765 |
|                                         | Wohnhaus in halboffener Bebauung | Herrenstraße 20 (Karte)         | bez. 1890                               | zeittypische Putzfassade, baugeschichtlich von Bedeutung. Satteldach, Putznutungen im Erdgeschoss, Putzbänder, Gesimse, Sockel und Türgewände aus Porphyr, Ladenausbau und Haustüre im Stil der Zeit, Fußboden im Hausflur mit alten Fliesen belegt, bezeichnet 1890 (im Schlussstein am rückwärtigen Anbau) | 09229764 |
|                                         | Wohnhaus in offener Bebauung | Herrenstraße 27 (Karte)         | bez. 1797                               | mit Fachwerk-Obergeschoss und Mansarddach, im Innern gewölbter Hausflur mit Säule, baugeschichtlich von Bedeutung. bezeichnet 1797 (im Schlussstein), Mansarddach mit Krüppelwalm, straßenseitig zwei Gaupen und drei stehende Dachfenster im Mansardteil, Fachwerk im 1. Obergeschoss, Kreuzgratgewölbe im Hausflur, Säule, Steintreppe und alte Holztüre mit Klinke und Beschlägen, Werkstein-Türstock mit Schlussstein und gut erhaltener Haustüre | 09229763 |
|                                         | Wohnhaus in offener Bebauung, mit Nebengebäude und Einfriedung einschließlich seitlicher Toranlage | Hohe Straße 10 (Karte)          | bez. 1906                               | historisierendes Klinkergebäude, baugeschichtlich von Bedeutung. Roter Klinkerbau mit sämtlich erhaltenen grünen Holzsprossenfenstern, rückseitig vollständig erhaltene Bleiverglasung am Treppenhausfenster (farbiges Landschaftsmotiv), original erhaltenes Treppenhaus (Haustür, Wohnungstüren einschließlich Klinken), flaches Nebengebäude und Einfriedung aus roten Klinkern, schmiedeeisernes Tor | 09229750 |
|                                         | Villa mit Garten und Einfriedung | Hohensteiner Straße 7 (Karte)   | um 1900                                 | historisierende Putzfassade, baugeschichtlich von Bedeutung. Putzbau, Fenstergewände aus Porphyr, schmiedeeisernes Zaungitter auf Bruchsteinmauer | 09229783 |
|                                         | Wohnhaus in offener Bebauung | Hohensteiner Straße 14 (Karte)  | 1930                                    | Putzbau mit Ziegelsockel und -portal, mit Einflüssen der Neuen Sachlichkeit, exemplarischer Wert, baugeschichtliche Bedeutung. Zweigeschossiger massiver Bau mit originalem Rauputz und steilem, schiefergedecktem Walmdach, klinkergerahmter Eingang, seitliche Tür zum kleinen, zum Obergeschoss führenden Treppenhaus – hier senkrechte Bandfenster über Eck, die doppelt gesprossten Kastenfenster sind wandbündig (im Sinne der als Fläche aufgefassten Wand), | 09304499 |
| Weitere Bilder                          | Saalbau eines Hotels | Hohensteiner Straße 16 (Karte)  | 1891                                    | stadtgeschichtliche Bedeutung als wichtiges Hotel der Stadt, großer Saal mit Deckengemälde, baukünstlerische Qualität. Vordergebäude: zweigeschossig, Satteldach, dreiachsiger Mittelrisalit, im Erdgeschoss Rundbogenfenster, Obergeschoss Rechteckfenster, Porphyrtuffgewände und -portal, Mittelrisalit mit Frontgiebel, dort Dreieckfenster, an beiden Giebelseiten Giebeldreiecke mit Rundfenstern, ornamentierter Fries im Traufbereich um 1925, Dreieckgiebelverdachung im 1. Obergeschoss, Mittelrisalit, ehemals städtebaulicher Wert durch dominante Ecklage Deckengemälde mit reich verzierten Stuckornamenten | 09229805 |
|                                         | Wohnhaus in offener Bebauung | Hohensteiner Straße 17 (Karte)  | 3. Drittel 19. Jh.                      | historisierende Putzfassade, baugeschichtlich von Bedeutung. Mansarddach mit stehenden Dachfenstern und Ochsenaugen, Putzbau mit Putzbändern und Putzornamentik (Muschel, Fruchtgehänge) | 09229775 |
|                                         | Wohnhaus | Hohensteiner Straße 21 (Karte)  | um 1900                                 | historisierende zweifarbige Klinkerfassade, baugeschichtlich von Bedeutung. Roter Klinkerbau mit hellroten Applikationen, Mittelrisalit über Mansardfenster von Palmette bekrönt | 09229776 |
|                                         | Mietvilla mit Einfriedung | Hohensteiner Straße 22 (Karte)  | bez. 1893                               | repräsentativer Klinkerbau, im Stil des Historismus, baugeschichtlich von Bedeutung. Orangeroter Klinkerbau, bezeichnet 1893 (über dem Giebelfeld), Zaunsäulen aus roten Klinkern, schmiedeeiserne Zaungitter, rückseitig Veranda | 09229773 |
|                                         | Mietshaus in offener Bebauung (ohne Laden-Anbau) | Hohensteiner Straße 23 (Karte)  | um 1900                                 | mit Ladeneinbauten, zeittypische, mittenbetonte Putzfassade, baugeschichtlich von Bedeutung. Überstehendes Krüppelwalmdach, Giebel am Mittelrisalit mit Konsolen und Verbretterung, profilierte Fenstergewände und Türstock aus Porphyr, Haustür im Stil der Zeit, zwei Gaupen mit Verbretterung, mit Laden im Erdgeschoss | 09229777 |
|                                         | Mietshaus in offener Bebauung | Hohensteiner Straße 25 (Karte)  | um 1905                                 | Putzbau mit Ziegelsockel und Fachwerkgiebel, mit markanter, dreigeschossiger Veranda zur Straße, baugeschichtlich von Bedeutung. Mansarddach, zwei Hechtluken, Südgiebel mit Fachwerk und Holzverkleidung, Putzbau mit verklinkertem Sockelgeschoss, straßenseitig eine im Erdgeschoss von zwei Klinkersäulen getragene dreigeschossige Veranda (im 3. Geschoss verbrettert und Farbglasfenster), Holzsprossenfenster mit weiterer Glasteilung im Oberlicht | 09229778 |
|                                         | Wohnhaus in offener Bebauung | Hohensteiner Straße 26 (Karte)  | bez. 1890                               | historisierende Klinkerfassade, baugeschichtlich von Bedeutung. Roter Klinkerbau, Mittelrisalit mit Volutengiebel und Blendfenster (bezeichnet 1890), Kreuzsprossenfenster (grün gestrichen), Fischblasenornament (Putz) im Blendbogen über den Obergeschoss-Fenstern | 09229774 |
|                                         | Ehemaliges Kulturhaus eines Krankenhauses, mit Figurenbrunnen im Innenhof | Jahnsdorfer Straße 5; 7 (Karte) | 1950er Jahre (Kulturhaus)               | Kultur- und Sozialbau des ehemaligen Wismutkrankenhauses, zeittypischer Putzbau im traditionalistischen Stil, ortsgeschichtlich von Bedeutung. Hakenförmige Anlage mit Saalbau, Seitenrisalite, zwei Eingänge mit vorgelagerten Treppen, Sockel: Quadersteine, Lisenen farbig abgesetzt, Fensterbankgesimse, Fenster und Türen im Stil der Zeit erhalten | 09229275 |
|                                         | Kirchgemeindehaus in halboffener Bebauung | Lutherstraße 13 (Karte)         | um 1915 (Kirchgemeindehaus)             | gut gegliederter Putzbau, Reformstil-Architektur, ortsgeschichtlich und baugeschichtlich von Bedeutung. | 09306252 |
|                                         | Mietshaus in Ecklage und in halboffener Bebauung | Marienstraße 4 (Karte)          | 3. Drittel 19. Jh.                      | ehemals mit kleinem Laden, zeittypische Putzfassade, mittig Dachhäuschen zur Straße, baugeschichtlich von Bedeutung. Putzbau mit Satteldach, vier Gaupen (mit Walmdach) und Dachhäuschen zur Straße, Holzsprossenfenster, Laden und Haustür der Zeit, Natursteinstufen an den Eingängen, Natursteinsockel, Putznutungen und Putzbänder | 09229788 |
|                                         | Wohnhaus in halboffener Bebauung | Mittelgasse 2 (Karte)           | 1. Hälfte 19. Jh., Kern womöglich älter | Obergeschoss Fachwerk verbrettert, baugeschichtlich von Bedeutung. Satteldach, späterer Dachausbau (Schleppluke), Giebel verschiefert, Fenstergewände und Türstock aus Werkstein | 09229760 |
|                                         | Wohnhaus in halboffener Bebauung | Obere Mühlenstraße 2 (Karte)    | 1. Hälfte 19. Jh.                       | Obergeschoss Fachwerk verschiefert, erzgebirgstypische Gestaltung, markante Lage im Ortsbild, baugeschichtlich von Bedeutung. Krüppelwalmdach, Dachhecht, Obergeschoss und Giebel verschiefert | 09229761 |
|                                         | Wohnhaus in offener Bebauung | Obere Mühlenstraße 4 (Karte)    | 1. Hälfte 19. Jh.                       | Obergeschoss Fachwerk verputzt, Giebel verschiefert, markante Lage im Ortsbild, baugeschichtlich von Bedeutung. Satteldach, Giebel verkleidet | 09229762 |
|                                         | Wohnhaus in offener Bebauung | Obere Mühlenstraße 21 (Karte)   | um 1800                                 | Obergeschoss Fachwerk verkleidet, Mansarddach, baugeschichtliche Bedeutung. | 09224037 |
|                                         | Gedenkstein für die Opfer des Faschismus | Parkstraße (Karte)              | nach 1945 (OdF-Denkmal)                 | im Stadtpark, geschichtlich von Bedeutung. | 09229810 |
| Weitere Bilder                          | Schulgebäude mit Einfriedung und Vorgarten, einzeln stehende Turnhalle, im Schulhof Brunnen und Schiller-Gedenkstein | Parkstraße 8 (Karte)            | 1901-1903                               | zweiflügeliges Schulgebäude, markanter Klinkerbau, im Stil des Historismus mit Jugendstilelementen, Turnhalle gelber Klinkerbau, erbaut als Königliches Lehrer-Seminar, ortshistorisch und baugeschichtlich von Bedeutung. Historismus mit Jugendstilelementen, Turnhalle gleichen Stils, Treppenhaus: Jugendstilelemente, farbiges Fenster im 2. Stock, Aula: Jugendstil, Wandgemälde (Schablonenmalerei), Orgel, Leuchter, Mehrzweckzimmer (Zeichensaal): barocker Porzellanofen des 18. Jh. | 09229808 |
|                                         | Verwaltungsgebäude in offener Bebauung | Parkstraße 10 (Karte)           | um 1900 (Verwaltungsgebäude)            | schlichter Klinkerbau, ehemalige Landesversicherungsanstalt, ortsentwicklungsgeschichtlich von Bedeutung. Satteldach, drei Gaupen, zwei symmetrisch angeordnete Risalite mit Zwerchgiebel, Sockel: Polygonalmauerwerk, rote Klinker, gelb abgesetzt, Rückseite verputzt | 09229785 |
|                                         | Schule, heute Wohnhaus in halboffener Bebauung und in Ecklage | Pfarrstraße 2 (Karte)           | um 1780                                 | bildet mit Nachbarhäusern eine Bautengruppe (mit Hauptmarkt 5 und 6), Obergeschoss Fachwerk verputzt, ortsgeschichtlich von Bedeutung. Alte Knabenschule: Satteldach, Erdgeschoss massiv, vermutlich Fachwerk im Obergeschoss verputzt, rückwärtiger Eingang, mittleres Gebäude: mit Satteldach, liegende Schleppluke und Fachwerk im Obergeschoss | 09229814 |
|                                         | Superintendentur in offener Bebauung | Pfarrstraße 3 (Karte)           | 1837                                    | stattlicher Putzbau mit kräftigem Portal, ortsgeschichtlich von Bedeutung. Satteldach, liegende Schleppluke, zweigeschossig, massiv, sämtliche Fenstergewände auch im Obergeschoss aus Porphyr | 09229800 |
|                                         | Diakonat | Pfarrstraße 4 (Karte)           | bez. 1797                               | Fachwerkhaus mit Segmentbogenportal, ortshistorisch und baugeschichtlich von Bedeutung. Krüppelwalmdach, Giebel verkleidet, Fachwerk im Obergeschoss, Werkstein-Türstock, Fenstergewände im Erdgeschoss aus Stein (vermutlich neu) | 09229801 |
|                                         | Mietshaus in Ecklage und in halboffener Bebauung | Rathausstraße 1 (Karte)         | um 1900                                 | mit Laden, platzbildprägende Lage am Hauptmarkt, Klinkerbau im Stil des Historismus, städtebaulich und baugeschichtlich von Bedeutung. Satteldach, Zwerchgiebel, 1. Obergeschoss rote, 2. und 3. Obergeschoss gelbe Klinker, Sandstein-Fenstergewände, Ornamentik unter den Fensterstöcken (Löwenköpfchen und Drachenmotiv) | 09229754 |
|                                         | Wohnhaus in halboffener Bebauung und in Ecklage, mit Anbau | Roßmarkt 2 (Karte)              | 1. Hälfte 19. Jh., Kern womöglich älter | mit Ladeneinbau, Obergeschoss wohl Fachwerk verputzt, Mansarddach, klassizistischer Türstock, Anbau im Stil der Moderne der Zeit um 1930, markante Hanglage am Kirchplatz, städtebaulich und baugeschichtlich von Bedeutung. Mansarddach, drei stehende Dachfenster, Giebel und Fachwerk im Obergeschoss verputzt, Türsturz aus Porphyr | 09229784 |
|                                         | Wohn- und Bankgebäude in halboffener Bebauung | Roßmarkt 5 (Karte)              | bez. 1824                               | stattlicher Putzbau, Krüppelwalmdach mit zwei Dachhechten, im Erdgeschoss 1927 Einbau der Spitzbogenfenster, ortsentwicklungsgeschichtlich von Bedeutung. Krüppelwalmdach, zwei Hechtluken, Giebel verputzt, Fenstergewände im Obergeschoss aus Porphyr, Erdgeschoss 1927 verändert: Einbau der Spitzbogenöffnungen | 09229798 |
|                                         | Wohnhaus in geschlossener Bebauung | Roßmarkt 8 (Karte)              | bez. 1904                               | zeittypische Klinkerfassade mit zwei markanten Zwerchhäusern im Dach, baugeschichtlich von Bedeutung. | 09306250 |
|                                         | Mietshaus in geschlossener Bebauung | Roßmarkt 10 (Karte)             | um 1900                                 | mit Laden, zeittypische Putzfassade, baugeschichtlich von Bedeutung. Mansarddach, Putznutungen, großer Dacherker mit Palmette, Haustür im Stil der Zeit | 09229253 |
|                                         | Mietshaus in Ecklage und halboffener Bebauung | Roßmarkt 12 (Karte)             | bez. 1897                               | mit Läden, stattlicher historisierender Putzbau mit Eckerker und Eckturm einschließlich Wetterfahne, nach 1938 hier das städtische Wannenbad, baugeschichtlich und ortsentwicklungsgeschichtlich von Bedeutung. Mansarddach (Gaupen erneuert), zweigeschossiger Eckerker mit Dreiecksgiebel im 1. Obergeschoss, Eckturm mit Zwiebelhelm und Wetterfahne (bezeichnet 1897) | 09229252 |
| Direkt Bild zu diesem Denkmal hochladen | Baumeistervilla mit Einfriedung | Schillerplatz 1 (Karte)         | 1928/1929                               | Gemäßigte Moderne, bau- und ortsgeschichtliche Bedeutung, authentisch | 09306821 |
|                                         | Wohnhaus in offener Bebauung | Schlachthofstraße 1 (Karte)     | bez. 1901                               | gut gegliedertet Putzbau mit Fachwerk-Elementen, baugeschichtlich von Bedeutung. Putzbau mit Fachwerkschmuck, überhängendes Satteldach, Mittelrisalit mit Zwerchhaus, seitlich Anbau, rückwärtig Holzveranda im Erdgeschoss und Obergeschoss, Fenster- und Türgewände aus Porphyr, originale Haustür und Fliesen im Hausflur, Ausstattung des Treppenhauses einschließlich Farbgebung erhalten | 09229266 |
|                                         | Schlachthof, Gesamtanlage bestehend aus Schlachthaus mit Turm, im Winkel angebautem Nebengebäude einschließlich Schornstein, Einfriedungsmauer (ehemals eine Gebäudewand) und Hofpflasterung, Schauer und Verwaltungsgebäude (Nr. 7) sowie zwei frei stehende Nebengebäude (Nr. 9) | Schlachthofstraße 7; 9 (Karte)  | 1899                                    | sämtliche Gebäude aus roten Klinkern mit Bruchsteinsockeln, erstaunlich einheitlich erhaltene Anlage, ortsgeschichtlich, technikhistorisch und baugeschichtlich von Bedeutung. Sämtliche Gebäude aus roten Klinkern mit Bruchsteinsockeln (Sockelgesimse mit Klinkern belegt), Satteldächern und Segmentbögen über den Fenstern, Wohn- bzw. Verwaltungsgebäude mit Zwerchgiebel zur Chemnitzer und zur Schlachthofstraße, Fenster- und Türgewände aus Sandstein, Schornstein: gelbe Klinker, Sockel rote Klinker | 09229751 |
|                                         | Wohnhaus in offener Bebauung | Schloßberg 15 (Karte)           | bez. 1784                               | Fachwerk im Obergeschoss, Segmentbogenportal, Mansarddach, Bürgerhaus des Spätbarock, benannt nach Malermeister Ernst König, einem späteren Hausbesitzer, baugeschichtlich und ortsgeschichtlich von Bedeutung. Großes Fachwerkhaus mit starken Bruchsteinmauern im Erdgeschoss, Mansardwalmdach, fünf gestaffelte Gaupen, Giebel verschiefert, Porphyr-Fenster und -Türgewände, Klappläden im Erdgeschoss und im Obergeschoss, seitlicher Anbau später, Giebel verbrettert, mit Heuaufzug | 09229249 |
|                                         | Mietshaus in Ecklage und in halboffener Bebauung | Schneeberger Straße 1 (Karte)   | bez. 1898                               | mit Laden, Klinkerfassade mit Eckbetonung, historistische Formensprache, baugeschichtliche Bedeutung. | 09224036 |
| Weitere Bilder                          | Einzeldenkmale der Sachgesamtheit Friedhof Stollberg: Friedhofskapelle (mit Gedenktafel für die Gefallenen des Ersten Weltkrieges) sowie das Semmlersche, das Minkeltsche und das Klotzsche-Grabmal (siehe auch Sachgesamtheitsliste – Obj. 09305798, gleiche Anschrift) | Schneeberger Straße 4 (Karte)   | nach 1846 (Friedhof)                    | ortsgeschichtlich von Bedeutung. Friedhof: erhöht gelegen, Hecke als Einfriedung, die sich dem Aufgang anschließende Allee (Mittelweg) mit Linden bestanden Friedhofskapelle: Dreiecksgiebel über dem Eingang, Rundbogenfenster und Rundbogen über der Tür aus rotem Porphyr, Lisenen, Gedenktafel Gusseisen Grabmale: - Semmlersches Grabmal (1734), barocker Grabstein, Schrift unleserlich - Munkeltsches Grabmal (1840), Vierkantsäule aus hellem Kalkstein - Klotzsche-Grabstein (1840), Würfel aus Kalkstein mit aufgeschlagenem Buch (Joh. 14-15) und Kreuz                                                        | 09229792 |
| Weitere Bilder                          | Sachgesamtheit Friedhof Stollberg, mit folgenden Einzeldenkmalen: Friedhofskapelle (mit Gedenktafel für die Gefallenen des Ersten Weltkrieges) sowie das Semmlersche, das Minkeltsche und das Klotzsche-Grabmal (siehe Einzeldenkmalliste – Obj. 09229792, gleiche Anschrift), weiterhin gärtnerisch gestaltete Friedhofsanlage (Gartendenkmal, einschließlich Aufgang und anschließende Allee) | Schneeberger Straße 4 (Karte)   | nach 1846                               | ortsgeschichtlich von Bedeutung. Friedhof: erhöht gelegen, Hecke als Einfriedung, die sich dem Aufgang anschließende Allee (Mittelweg) mit Linden bestanden Friedhofskapelle: Dreiecksgiebel über dem Eingang, Rundbogenfenster und Rundbogen über der Tür aus rotem Porphyr, Lisenen, Gedenktafel Gusseisen Grabmale – siehe Einzeldenkmalliste – Obj. 09229792 | 09305798 |
|                                         | Wohnhaus in halboffener Bebauung | Schneeberger Straße 20 (Karte)  | um 1800                                 | Obergeschoss Fachwerk verschiefert, Mansarddach, baugeschichtlich von Bedeutung. Mansarddach, zwei Gaupen und drei stehende Dachfenster im Mansardstil, Obergeschoss und Giebel verkleidet | 09229796 |
|                                         | Doppelwohnhaus in offener Bebauung | Seminarstraße 7; 9 (Karte)      | um 1900                                 | gründerzeitliche Klinkerfassade, durch zwei Risalite betonte, baugeschichtlich von Bedeutung. beide Gebäude: Oranger Klinkerbau, Walmdach, Seitenrisalit | 09229780 |
|                                         | Wohnhaus mit Einfriedung | Seminarstraße 11 (Karte)        | um 1900                                 | historisierendes zweifarbiges Klinkergebäude, baugeschichtlich von Bedeutung. Walmdach, roter Klinkerbau, Ecklisenen aus gelben Klinkern, Mittelrisalit, Gurt- und Traufgesims mit Zahnschnitt, schmiedeeiserner Gartenzaun | 09229769 |
|                                         | Amtshauptmannschaft, heute Landratsamt | Uhlmannstraße 1 (Karte)         | 1910                                    | symmetrischer Putzbau mit kräftigem Dachreiter, Reformstil-Architektur, ortshistorisch und baugeschichtlich von Bedeutung. | 09306251 |
|                                         | Wohnhaus in halboffener Bebauung | Untere Mühlenstraße 5 (Karte)   | Kern 18. Jh. oder älter                 | Obergeschoss Fachwerk verputzt, Giebel verschiefert, baugeschichtlich von Bedeutung. Krüppelwalmdach, liegende Schleppluke, Giebel verschiefert, Fachwerk im Obergeschoss verputzt | 09229247 |
|                                         | Wohnhaus in halboffener Bebauung, mit Garten | Untere Mühlenstraße 6 (Karte)   | bez. 1809                               | Obergeschoss Fachwerk verschiefert, Segmentbogenportal, Mansarddach, baugeschichtlich von Bedeutung. Mansarddach mit Krüppelwalm, zwei stehende Dachfenster, Dacherker später ausgebaut, Obergeschoss und Giebel verschiefert, Fenster- und Türgewände aufgeputzt, alte Haustür | 09229246 |
|                                         | Wohnhaus mit seitlicher Toreinfahrt | Von-Bach-Straße 5 (Karte)       | Anfang 20. Jh.                          | Putzbau mit Ziegelsockel und Fachwerkgiebeln und Fachwerk-Erker, baugeschichtlich von Bedeutung. Villenartiges Wohnhaus im Landhausstil, Fachwerk in den Giebeln, Giebelspitzen verbrettert, Fachwerkerker, im Winkel angebautes Stallgebäude (massiv), Scheune und Nebengebäude im Obergeschoss verbrettert, Heuaufzug | 09229749 |
|                                         | Wohnhaus | Zwickauer Straße 1 (Karte)      | bez. 1789                               | stattlicher Bau, Obergeschoss Fachwerk verputzt, Mansarddach, baugeschichtlich von Bedeutung. bezeichnet 1789 (Balkeninschrift über dem Eingang), Mansarddach mit einem Krüppelwalm, Giebel verkleidet, Fachwerk im Obergeschoss verputzt, profilierte Fenstergewände im Erdgeschoss aus Porphyr, über der Haustür Balkeninschrift freigelegt (F.G.G.B.H./J.C.V.B.M. Anno 1789) | 09229790 |
|                                         | Wohnhaus | Zwickauer Straße 4 (Karte)      | Mitte 19. Jh.                           | Obergeschoss Fachwerk verputzt, Krüppelwalmdach mit Dachhecht, baugeschichtlich von Bedeutung. Krüppelwalmdach, Dachhecht, ein Giebel verkleidet, der andere und Fachwerk im Obergeschoss verputzt, rückw. Obergeschoss verkleidet und kleiner Anbau, Fenstergewände im Erdgeschoss und Türstock aus Porphyr | 09229786 |
|                                         | Villa (heute Polizeigebäude) | Zwönitzer Straße 10 (Karte)     | um 1890                                 | repräsentativer historisierender Klinkerbau mit Turm, erhalten nur die Hülle, vermutlich Fabrikantenvilla der Fabrik Bachgasse 3, 5, 7, baugeschichtlich von Bedeutung. Mansarddach, vorgeblendete Lisenen und Fenstergewände (Putz), nur die äußere Hülle ist erhalten, | 09229804 |

## Beutha
| Bild                                    | Bezeichnung                                                             | Lage                      | Datierung              | Beschreibung | ID       |
| --------------------------------------- | ----------------------------------------------------------------------- | ------------------------- | ---------------------- | --- | -------- |
| Weitere Bilder                          | Torhaus eines Friedhofes, Friedhofsmauer und drei Sühnesteine           | Friedhofsweg (Karte)      | um 1800                | ortsgeschichtlich von Bedeutung. Einfriedung: Bruchsteinmauer, mit Platten abgedeckt, drei in die Mauer eingebaute Sühnesteine für den Mord des Räubers Nicol List an zwei Bürgern (1696) Torhaus mit Krüppelwalmdach und Fachwerk: nach dem II. Weltkrieg nach altem Vorbild wiedererrichtet | 09229658 |
| Weitere Bilder                          | Pfarrhaus (Nr. 4) und Seitengebäude (Nr. 2) eines Pfarrhofes            | Friedhofsweg 2; 4 (Karte) | um 1800                | beide Gebäude mit Fachwerk-Obergeschoss, baugeschichtliche und ortsgeschichtliche Bedeutung. Pfarrhaus: Krüppelwalmdach, Mittelrisalit mit Zwerchgiebel, Obergeschoss und Giebel verschiefert, einfach profilierte Fenster- und Türgewände aus Porphyr Seitengebäude: Krüppelwalmdach, Giebel verschiefert, Fachwerk im Obergeschoss, rückw. verbrettert, Fenstergewände aus Porphyr | 09229659 |
| Weitere Bilder                          | Kirche mit Ausstattung                                                  | Hauptstraße (Karte)       | 1864–1866              | Saalkirche mit eingezogenem, polygonalem Chor und Westturm, im Rundbogenstil des 19. Jahrhunderts, orts- und baugeschichtlich von Bedeutung | 09229663 |
| Direkt Bild zu diesem Denkmal hochladen | Kriegerdenkmal für die Gefallenen des Ersten Weltkrieges vor der Kirche | Hauptstraße (Karte)       | Nach 1918              | Ortsgeschichtlich von Bedeutung, Obelisk mit Schwert und Ranke | 09307449 |
| Weitere Bilder                          | Schulsportheim mit angebauter Turnhalle                                 | Hauptstraße 22 (Karte)    | 1930er Jahre           | zeittypischer Bau mit Dachreiter, zum Teil in Fachwerk, im Heimatstil, baugeschichtlich von Bedeutung. Schulsportheim: Satteldach, Giebel zum Sportplatz, Schleppluke, orig. Fenster (zweimal drei Scheiben), separater Eingang Turnhalle: Walmdach, Dachreiter, Fachwerkschmuck, überdachter Eingang, orig. Fenster (zweimal drei Scheiben), separater Eingang beide Gebäude auf Natursteinsockel errichtet, jeweils mit vorgelagerter Treppe (Naturstein), Anbau Ende der 1940er, Anfang der 1950er Jahre (Erweiterung zum Kulturhaus) | 09229662 |
|                                         | Wohnhaus                                                                | Schulstraße 5 (Karte)     | nachträglich bez. 1765 | in Fachwerkbauweise, baugeschichtlich von Bedeutung. Satteldach, Fachwerk im Obergeschoss, Rückseite und Giebel verschiefert, Fenster- und Türgewände aus Werkstein, zwei Fenster im Obergeschoss vergrößert | 09229661 |

## Gablenz
| Bild                                    | Bezeichnung                                                                    | Lage                            | Datierung         | Beschreibung | ID       |
| --------------------------------------- | ------------------------------------------------------------------------------ | ------------------------------- | ----------------- | --- | -------- |
|                                         | Wohnstallhaus und zwei Seitengebäude eines Bauernhofes                         | August-Bebel-Straße 3 (Karte)   | um 1800           | Wohnstallhaus Obergeschoss Fachwerk verbrettert, Seitengebäude zum Teil in Fachwerkbauweise, baugeschichtlich von Bedeutung. Steiles Satteldach, Obergeschoss und Giebel verschiefert | 09229648 |
|                                         | Bergkeller und Silo hinter der ehemaligen Buschmühle                           | August-Bebel-Straße 9 (Karte)   | 19. Jh.           | ortshistorisch und technikgeschichtlich von Bedeutung. In den Berg hineingebauter Kartoffelkeller mit Gewölbe (aus Schiefersteinen zusammengesetzt), diente im 2. Weltkrieg als Luftschutzkeller, Silo mit kreisförmigem Grundriss und Holzverbretterung auf massivem Fundament | 09229646 |
|                                         | Wohnstallhaus und Scheune eines Dreiseithofes                                  | August-Bebel-Straße 32 (Karte)  | um 1870           | Wohnstallhaus Obergeschoss Fachwerk, Scheune verbrettert, baugeschichtlich von Bedeutung. Wohnstallhaus: Satteldach, beidseitig Fachwerk im Obergeschoss und im Giebel, Giebelspitze verbrettert, Fenstergewände und Türstock aus Werkstein, alte Fenster im Giebel, rückw. Waschhausanbau Scheune: Satteldach, Obergeschoss verbrettert, 1930er Jahre, Holzlattenzaun als Einfriedung | 09229643 |
| Direkt Bild zu diesem Denkmal hochladen | Wohnhaus                                                                       | August-Bebel-Straße 42a (Karte) | um 1800           | Obergeschoss Fachwerk, baugeschichtlich von Bedeutung. Satteldach, ein Giebel verbrettert, ein Giebel verschiefert, Fachwerk im Obergeschoss, an der Rückseite Anbau mit Fachwerk im Obergeschoss | 09229656 |
| Direkt Bild zu diesem Denkmal hochladen | Wohnhaus eines Mühlenanwesens und Wassertrog am Haus                           | August-Bebel-Straße 44 (Karte)  | 2. Hälfte 18. Jh. | Fachwerkgebäude, ortsgeschichtlich und baugeschichtlich von Bedeutung. Satteldach, Hechtgaupe, Giebel verschiefert, Fachwerk im Obergeschoss, Brunnen: Steintrog neben der Haustür mit Bezeichnet 1776 | 09229649 |
|                                         | Wohnhaus                                                                       | August-Bebel-Straße 61 (Karte)  | 2. Hälfte 18. Jh. | Obergeschoss Fachwerk verkleidet, baugeschichtlich von Bedeutung. Krüppelwalmdach, Obergeschoss und Giebel verkleidet, an der Rückseite Fachwerk im Obergeschoss und ein altes Fenster, zwei weitere Obergeschoss-Fenster vergrößert, Werkstein-Türstock um 1830, Holzlattenzaun als Einfriedung                                                                                       | 09229655 |
|                                         | Gasthof mit angebautem Saal                                                    | August-Bebel-Straße 69 (Karte)  | um 1900           | Putzbau mit Fachwerk-Elementen, ortsgeschichtlich und baugeschichtlich von Bedeutung. Fassade mit Fachwerkschmuck, Saal mit Bühne, schlichter Jugendstilschmuck | 09229650 |
| Direkt Bild zu diesem Denkmal hochladen | Wohnstallhaus, Seitengebäude und Scheune eines Vierseithofes                   | August-Bebel-Straße 71 (Karte)  | um 1800           | Wohnstallhaus Obergeschoss Fachwerk verkleidet, Wirtschaftsgebäude verbrettert, baugeschichtlich von Bedeutung. Wohnstallhaus: Satteldach, Obergeschoss und Giebel verschiefert (Ornamente), Werkstein-Fenstergewände Seitengebäude: Satteldach, Obergeschoss verbrettert, Feldeinfahrt Scheune: verbrettert, Feldeinfahrt                                                             | 09229639 |
| Direkt Bild zu diesem Denkmal hochladen | Wohnhaus eines Zweiseithofes                                                   | August-Bebel-Straße 94 (Karte)  | um 1750           | Obergeschoss strebenreiches Fachwerk, Mansarddach, baugeschichtlich von Bedeutung. Mansarddach, Giebel verschiefert, Fachwerk im Obergeschoss, ein Fenster an der Giebelseite vergrößert, am Rest des Türstocks bezeichnet 1852, Gebäude im Kern älter | 09229653 |
| Direkt Bild zu diesem Denkmal hochladen | Ehemalige Fabrikantenvilla einer Strumpffabrik, mit Villengarten und Toranlage | Brückengasse 1 (Karte)          | um 1925           | stattliches Gebäude mit zeittypischer Putzornamentik, im traditionalistischen Stil der 1920er Jahre, baugeschichtlich von Bedeutung. Walmdach, Putzornamentik, seitlicher Eingang mit Säulen, sehr schöne originale Haustür, originale Holzsprossenfenster z. T. erhalten | 09229723 |
| Direkt Bild zu diesem Denkmal hochladen | Fabrikgebäude einer Strumpffabrik                                              | Brückengasse 2 (Karte)          | bez. 1925         | zeittypischer Putzbau mit klar gegliederter Fassade, ortsgeschichtlich von Bedeutung. Mit qualitätvollen Holzsprossenfenstern, bezeichnet 1925 (über dem Eingang) | 09229724 |
| Weitere Bilder                          | Schulgebäude                                                                   | Schulgasse 2 (Karte)            | bez. 1898         | zeittypischer roter Klinkerbau mit Seitenrisalit und Glockentürmchen, baugeschichtlich und ortsgeschichtlich von Bedeutung. Bezeichnet 1898 (am Giebel), Walmdach, Seitenrisalit mit pfeilerförmigem Aufsatz, der den Glockenturm trägt (Glocke vorhanden), im Giebel Uhr mit altem Uhrwerk, Polygonalsockel, drei Nischen mit Christusfigur und Inschriften, Sohlbänke aus Sandstein  | 09229640 |
| Direkt Bild zu diesem Denkmal hochladen | Wohnstallhaus und Seitengebäude eines Dreiseithofes                            | Siedlerstraße 1 (Karte)         | 1. Hälfte 19. Jh. | beide Gebäude Obergeschoss Fachwerk verschiefert, baugeschichtlich von Bedeutung. Wohnstallhaus & Seitengebäude: Satteldach, Obergeschoss und Giebel verschiefert Holzscheune mit Satteldach | 09229654 |

## Hoheneck
| Bild           | Bezeichnung | Lage                      | Datierung                    | Beschreibung | ID       |
| -------------- | --- | ------------------------- | ---------------------------- | --- | -------- |
|                | Wohnhaus | Am Waschbrunnen 4 (Karte) | um 1800                      | Obergeschoss Fachwerk verkleidet, baugeschichtlich von Bedeutung. Krüppelwalmdach, zwei Gaupen, Obergeschoss und Giebel verkleidet, kleine Heiste mit Vorgarten und Holzlattenzaun, um 1830 Schule | 09229811 |
| Weitere Bilder | Justizvollzugsanstalt (ursprünglich Burg, später Schloss), Kernanlage bestehend aus vier um einen Hof gruppierten Gefängnisbauten (mit Ausstattung, unter anderem eine Orgel), Innenhof mit Bänken, Peitschenleuchte und Baum, nördlich der Kernanlage Wirtschaftsgebäude (mit ehemaliger Wäscherei und Krankenstation), um die Anlage Einfriedungsmauer, daran zwei Wachtürme (im Westen und Norden der Anlage), östlich an die Mauer anschließend das Wachgebäude, daran Tor, nördlich gegenüber Beamtenwohnhaus, daran angrenzend ein Pförtnergebäude | An der Stalburg 6 (Karte) | 1244 erstmals erwähnt (Burg) | ortsbildprägendes Bauwerk, 1864 als Strafanstalt eröffnet, im Kern mittelalterliche Burganlage, überregional bedeutendes Zeugnis der Justizgeschichte und der DDR-Geschichte, dazu baugeschichtliche sowie landschaftsprägende Bedeutung. Ehem. Justizvollzugsanstalt, überregional bedeutendes Zeugnis der Justizgeschichte und der DDR-Geschichte, dazu baugeschichtliche sowie durch die Berglage landschaftsprägende Bedeutung. Die „Stalburg“ wurde 1244 erstmals urkundlich erwähnt und war Sitz der mainfränkischen Burggrafen Starkenberg, 1602 abgebrannt, Verfall während des Dreißigjährigen Krieges, erst 1812–1815 Wiederaufbau als Schloss und Sitz des Rentamtes und Justizamtes, mittelalterliche bauliche Reste werden vermutet. 1862 wurde das Schloss abgetragen und der Westteil- sowie die westliche Hälfte des Nordflügels der „Weiberstrafanstalt“ errichtet. 1885 bis 1888 entstanden, im Zuge der Umwandlung zur Männerstrafanstalt, der Südflügel, der Ostflügel sowie die östliche Hälfte des Nordflügels, außerdem der Großteil des sich nördlich der Vierflügelanlage befindenden Wirtschaftsgebäudes. Zeitgenössisch ist auch die mit Glasscherben versetzte, 415 m lange und 4 m − 7 m hohe Ziegelmauer, die die Anlage komplett umgibt und zwei Wachtürme (20. Jh.) integriert. Der Westflügel der Vierflügelanlage ein fünfgeschossiger graubrauner Putzbau auf mächtigem Sockel, an den Schmalseiten dominante Treppengiebel, an der Außen-Langseite drei Mittelrisalite ebenfalls mit getreppten Giebeln, unten Bogenstil, 2. Obergeschoss mit geraden Stürzen, die oberen drei Geschosse mit kleinen Gefängnisfenstern, unterbrochen nur von den großen Rundbogenfenstern beiderseits, die den Saal (darüber eiserner Dachstuhl!) bezeichnen. Hier auf einer Empore defekte Orgel von Kircheisen (Dresden), um 1870. Nordflügel Fassade wie Westflügel, jedoch ein Geschoss weniger. An den Bau von 1862 schließt sich der von 1885–1888 an. Der gesamten Seite ist ein großteils flacher DDR-Anbau inkl. Aufzug vorgelagert. Der Südflügel ab 1885 ist der authentischste Teil des Gefängnisses. Die Fassade des viergeschossigen roten Ziegelgebäudes hat Segmentbogenöffnungen, die Fenster haben aber hinter der Ziegelhülle noch Natursteingewände mit geradem Sturz. Außen tragen an der Langseite zwei vor die Wand gesetzte Schornsteine im Sinne einer Kolossalordnung zur Gliederung der Fassade bei. Die Giebel sind hier ebenfalls getreppt. Die große Lichtöffnung im Satteldach beleuchtete das bemerkenswerte viergeschossige Treppenhaus mit schmiedeeisernen Geländern, von dem die Zellen abgehen. Zu DDR-Zeit wurde diese Lichtöffnung durch Einfügung eines „Dachgeschosses“ versperrt. Am Südflügel ein zum Teil verputzter Campanile mit Uhr und pyramidalem Helm. Der Ostflügel (Verwaltungsgebäude) von 1885 bis 1888, dreigeschossiges rotes Ziegelgebäude mit Treppengiebel und Segmentbogenöffnungen, die durch gelbe Ziegel akzentuiert sind. Neue Schieferdeckung, Beibehaltung der kleinen stehenden Gaupen. Wirtschaftsgebäude (N) innerhalb der alten Mauer. Im Stil und Material der übrigen Gebäude der 1880er Jahre, jedoch etwas stärker verändert, beinhaltete die Wäscherei (O), der mittlere (1927) und westliche Teil die Krankenstation. Östlich der alten Anlage Eingangssituation mit Pförtnergebäude (vorgezogenes Flachdach, Piloti) von 1964 und hohem Tor, NW ans Pförtnergebäude schließt sich das ehem. Beamtenwohnhaus von 1928 an (später Verwaltung, Heimatstil mit Türmchen, Balkonen, Zierfachwerk, Schiefer-Fußwalmen), Wachgebäude von 1930, daran das zweite Tor, flacher, von neuer Sachlichkeit beeinflusster Klinkerbau. Hoheneck ist bis in die jüngere Zeit mit politischer Verfolgung verbunden: im Dritten Reich saßen hier Widerstandskämpfer, nach 1949, neben Kriminellen, Opfer des DDR-Regimes. In den 1970er / 1980er Jahren war Hoheneck ein Frauengefängnis für den Vollzug von drei Jahren bis lebenslänglich und als solches ein Pendant zum „Gelben Elend“ in Bautzen, wo vorwiegend Männer einsaßen. Zahlreiche Details aus dieser Zeit sind im Inneren der Gebäude noch zu finden und zum Teil durch Schrifttafeln dokumentiert. Im Südflügel originale Zellentüren und Gitter, Gucklöcher, Aufkleber der letzten Nutzungszeit, im Keller sog. Wasserzelle und Dunkelzelle, bis 1983 genutzt. Bedeutsam in diesem Zusammenhang ist auch der Innenhof der Vierflügelanlage, der noch die Situation der Gefängniszeit zeigt: zentral befindet sich eine vielteilige Peitschenlampe aus DDR – Zeit, ein Podest mit Wachhaus, mehrere Bänke und ein Baum. Zum Südflügel hin gibt es noch einen Absperrzaun, der Kontakt mit den Insassen verhindern sollte. Noch bis 2001 wurde die Anlage als Gefängnis genutzt, aus der Zeit nach der „Wende“ stammen die beiden großen Metalltore und der Nato-Stacheldraht im Eingangsbereich. Im 20. Jahrhundert entstanden mehrere Gebäude außerhalb der alten Mauer, so das Wächterhaus 1930, ein Pförtnergebäude 1964, das Beamtenwohnhaus um 1910/1928. Inzwischen abgerissen das Kulturhaus von 1955. Dieses entstand sowohl für Bedienstete der Anstalt, aber auch für Bewohner des Ortsteils (Kino, Jugendweihe). Es hatte sowohl Formen des „Nationalen Kulturerbes“ als auch Einflüsse der Internationalen Moderne (Proportionen, Mauerschwünge) und innen eine Bühne. Ebenfalls abgerissen an der Südseite des äußeren Tores als ein baulicher Überrest der Schlossanlage vor 1862 ein mehrgeschossiges Wohn-Wirtschaftsgebäude um 1850. Die unter Schutz stehenden Gebäude und Objekte im Einzelnen: Westflügel der Kernanlage: fünfgeschossiger Putzbau auf mächtigem Sockel, 1862, graubrauner Putz, an den Schmalseiten dominante Treppengiebel, an der Außen-Langseite drei Mittelrisalite ebenfalls mit den Schmalseiten dominante Treppengiebel, an der Außen-Langseite drei Mittelrisalite ebenfalls mit getreppten Giebeln, unten Bogenstil, 2. Obergeschoss mit geraden Stürzen, die oberen drei Geschosse mit kleinen Gefängnisfenstern, unterbrochen nur von den großen Rundbogenfenstern beiderseits, die den Saal (darüber eiserner Dachstuhl!) bezeichnen. Hier auf einer Empore defekte Orgel von Kircheisen (Dresden), um 1870. Im Flügel mehrere Wandbilder von Auszubildenden. Nordflügel der Kernanlage: Fassade wie Westflügel, jedoch ein Geschoss weniger. An den Bau von 1862 schließt sich der von 1885-1888 an. Der gesamten Seite ist ein großteils flacher DDR-Anbau inkl. Aufzug vorgelagert. Der „Südflügel“ ab 1885 ist der authentischste Teil des Gefängnisses. Die Fassade des viergeschossigen roten Ziegelgebäudes hat Segmentbogenöffnungen, die Fenster haben aber hinter der Ziegelhülle noch Natursteingewände mit geradem Sturz. Außen tragen an der Langseite zwei vor die Wand gesetzte Schornsteine im Sinne einer Kolossalordnung zur Gliederung der Fassade bei. Die Giebel sind hier ebenfalls getreppt. Die große Lichtöffnung im Satteldach beleuchtete das bemerkenswerte viergeschossige Treppenhaus mit schmiedeeisernen Geländern, von dem die Zellen abgehen. Zu DDR-Zeit wurde diese Lichtöffnung durch Einfügung eines „Dachgeschosses“ versperrt – ein Zeichen der Überbelegung. Originale Zellentüren und Gitter, Gucklöcher, Aufkleber der letzten Nutzungszeit, Grundrisse fast unverändert, im Keller sog. Wasserzelle und Dunkelzelle, bis 1983 genutzt. Am Südflügel ein zum Teil verputzter Campanile mit Uhr und pyramidalem Helm. Der Ostflügel (Verwaltungsgebäude) von 1885 bis 1888, dreigeschossiges rotes Ziegelgebäude mit Treppengiebel und Segmentbogenöffnungen, die durch gelbe Ziegel akzentuiert sind. Neue Schieferdeckung, Beibehaltung der kleinen stehenden Gaupen. Wirtschaftsgebäude (N) innerhalb der alten Mauer. Im Stil und Material der übrigen Gebäude der 1880er Jahre, jedoch leicht erhöhter Veränderungsgrad, beinhaltete die Wäscherei (O), der mittlere (1927) und westliche Teil die Krankenstation. Die etwa 4 m hohe Ziegelmauer umfängt die Vierflügelanlage und das gen. Wirtschaftsgebäude, außerdem im SW die Reste eines Gewächshauses und eines Bades. An der Mauer befinden sich zwei Wachtürme, ebenfalls aus roten Ziegeln, jedoch 20. Jh. Östlich der alten Anlage Eingangssituation mit Pförtnergebäude (vorgezogenes Flachdach, Pilotis) von 1964, hohem Tor (Tor wohl 2012 abgebrochen), beschlossen von dreigeschossigem Wohn-Wirtschaftsgebäude (Wohn- und Wirtschaftsgebäude 2012 abgebrochen) mit Naturstein-Fenstergewänden und Mischmauerwerk, flaches Satteldach, ländlicher Baustil um 1850 – vermutlich Rest der Bebauung der Zeit vor Errichtung des Gefängnisses (Stammgut), NW ans Pförtnergebäude schließt sich das ehemalige Beamtenwohnhaus an, Heimatstil der 1920er Jahre, Türmchen, Balkone, Zierfachwerk, Schiefer-Fußwalme etc., Türen innen jedoch stark noch vom Jugendstil beeinflusst. Nachweisbares Baudatum 1928, Formensprache zum Teil der Zeit 1905-1910. In den 1960er Jahren Verwaltung, aber auch Besucherräume, Kinderbetreuung, Räume für die Stasi und Zellen. Wachgebäude von 1930, daran das zweite Tor (wie das andere beschaffen), flacher, von neuer Sachlichkeit beeinflusster Klinkerbau. südwestlich der Kernanlage Reste eines Gewächshauses und eines Freibades – beide vor 2015 abgebrochen | 09229727 |

## Mitteldorf
| Bild                                    | Bezeichnung                                                                                    | Lage                                | Datierung                                 | Beschreibung | ID       |
| --------------------------------------- | ---------------------------------------------------------------------------------------------- | ----------------------------------- | ----------------------------------------- | --- | -------- |
|                                         | Wohnhaus                                                                                       | Am Anger 8 (Karte)                  | 3. Drittel 19. Jh.                        | zeittypischer Putzbau, baugeschichtlich von Bedeutung. Satteldach, Natursteinsockel, Mittelrisalit mit Dreiecksgiebel, Putznutungen, Fenstergewände mit Schlussstein (Beton), Dreiecksfensterverdachungen, Gurtgesims | 09229633 |
|                                         | Schulgebäude                                                                                   | Am Anger 22 (Karte)                 | 1883                                      | Putzbau mit aufwändig gestaltetem Eingangsrisalit, eisernem Glockenturm und Wetterfahne, ortshistorisch und baugeschichtlich von Bedeutung. Satteldach, Mittelrisalit mit Dreiecksgiebel und Uhr (Zifferblatt mit Werksteinumrahmung), Ecklisenen, Gesimse, profilierte Fenstergewände und Reliefsäulen am Eingang aus Porphyr, vorgelagerte Eingangstreppe, Werksteinsockel, sämtl. Holzkastenfenster erhalten, Obergeschoss diente früher als Lehrer-Wohnung, Inneneinrichtung z. T. original erhalten, Türen, Klinken, Beschläge, Kleiderhaken, Kartenhalterung u. ä. weitgehend erhalten, Schulgarten mit Holzlattenzaun und großer Rotbuche | 09229632 |
| Direkt Bild zu diesem Denkmal hochladen | Wohnstallhaus und östliches Seitengebäude eines Vierseithofes sowie Wassertrog am Haus         | Bauernweg 1 (Karte)                 | 2. Hälfte 19. Jh.                         | landschaftstypische Putzbauten einer Hofanlage, später Sägewerk, baugeschichtlich von Bedeutung. Wohnstallhaus: Satteldach, massiv (Ziegel verputzt), Fenstergewände im Erdgeschoss und im Obergeschoss sowie Türstöcke aus Sandstein, Eingänge zum Hof und zur Straße, Gewölbe im Hausflur und in einem Nebenraum des Wohnteils, dort Hausbrunnen, Kreuzgratgewölbe und Säulen im Stallteil Seitengebäude: Satteldach, zwei Gaupen, massiv, alte Fenster, vorgelagerte Eingangstreppe | 09229625 |
|                                         | Wohnstallhaus, östliches Seitengebäude, westliche Scheune und Torbogen eines Vierseithofes     | Bauernweg 12 (Karte)                | 18. Jh. (Wohnstallhaus)                   | Wohnstallhaus Obergeschoss Fachwerk verkleidet, Wirtschaftsgebäude verbrettert, geschlossene Hofanlage, baugeschichtlich von Bedeutung. Wohnstallhaus: steiles Satteldach, drei Gaupen, Obergeschoss und Giebel verschiefert, Fenstergewände im Erdgeschoss aus Werkstein Seitengebäude: Satteldach, Giebel und Obergeschoss verbrettert, Heuaufzug Scheune: Satteldach, Giebel und Obergeschoss der Wetterseite verschiefert, sonst verbrettert, Schiebefenster, eingebaute Tormauer mit Rundbogentor | 09229623 |
|                                         | Wohnhaus                                                                                       | Hartensteiner Straße 28 (Karte)     | vor 1750                                  | Obergeschoss Fachwerk mit profilierter Schwelle, vermutlich Waldarbeiterhaus, baugeschichtlich von Bedeutung. Satteldach, ein Giebel verschiefert, anderer Giebel mit Blech verkleidet, Fachwerk im Obergeschoss, profilierte Saumschwelle | 09229725 |
|                                         | Wohnhaus                                                                                       | Hartensteiner Straße 51 (Karte)     | 1. Hälfte 19. Jh.                         | Obergeschoss Fachwerk verschiefert, markante Lage an der Straße, baugeschichtlich von Bedeutung. Satteldach, Obergeschoss und Giebel verschiefert | 09229631 |
|                                         | Wohnhaus                                                                                       | Hartensteiner Straße 53 (Karte)     | 1. Hälfte 19. Jh.                         | Obergeschoss Fachwerk verschiefert, erzgebirgstypisch, markante Lage an der Straße, baugeschichtlich von Bedeutung. Steiles Satteldach, zum Hof drei Fledermausgaupen, Obergeschoss und Giebel verschiefert, Fenstergewände im Erdgeschoss überputzt | 09229630 |
|                                         | Turnhalle                                                                                      | Lindengasse 4 (Karte)               | 1928                                      | in der Formensprache der 1920er Jahre, vor allem innen noch authentisch erhalten, baugeschichtlicher Dokumentationswert, auch ortshistorische Relevanz Massiver Putzbau, Wand-Öffnungs-Verhältnis im Wesentlichen erhalten, gravierend ist allerdings der Verlust der originalen kleinteiligen Sprossung (zeitgenössische Fotos vorhanden), innen mit gewölbter Holzdecke, Bühne und Balkon mit zeittypischen Rautenmuster, interessante Dachkonstruktion | 08967483 |
|                                         | Dreiseithof mit Wohnstallhaus (Nr. 33), Seitengebäude und Scheune (Nr. 33a)                    | Schneeberger Straße 33; 33a (Karte) | 2. Hälfte 19. Jh.                         | Wohnstallhaus Obergeschoss Fachwerk verschiefert, Wirtschaftsgebäude verbrettert, baugeschichtlich von Bedeutung. Wohnstallhaus: Obergeschoss und Giebel verschiefert, Fenster im Obergeschoss in den 1930er Jahren vergrößert, Kachelofen mit Kochmaschine und Heißwasserbereiter, Wirtschaftsraum mit Durchgang zum Stall und Hausbrunnen, alte Fliesen im Hausflur, Treppenstufen mit eingeprägten Ornamenten (Estrich) Seitengebäude mit Stall und Scheune: Satteldach, Stallteil rote Ziegel, Scheunenteil verbrettert Scheune: in den 1930er Jahren aufgestockt (Erdgeschoss älter) Feldeinfahrt mit Eisengitter, Koppel mit altem Baumbestand                                                                                                 | 09229636 |
| Weitere Bilder                          | Mühlenanwesen mit Wohnstallhaus und Mühlengebäude (einschließlich Anbau mit überdachter Rampe) | Schneeberger Straße 46 (Karte)      | 1937-1938 (neues Mühlengebäude und Anbau) | Wohnstallhaus Obergeschoss strebenreiches Fachwerk, Mühlengebäude Putzbau mit verbrettertem Giebel, baugeschichtlich und ortsgeschichtlich von Bedeutung. Wohnstallhaus, bezeichnet 1741 (Türstock) und bezeichnet 1798 (im Stall): Satteldach, Giebel verschiefert, Fachwerk im Obergeschoss, Kreuzgratgewölbe und Säulen im Stallteil (bezeichnet 1798 am Kapitel), Sandsteingewände im Erdgeschoss, erneuertes Wappen am Türstock (bezeichnet 1741) neues Mühlengebäude (1937) und Anbau mit überdachter Rampe (1938): Satteldach, 2. Obergeschoss und Giebel verbrettert, überdachter Eingang mit originaler Haustüre, im Inneren alter Balken der Vorgängermühle mit Inschrift: „Johann Fürchtegott Grabner Anno 1790“ sowie Zimmermannszeichen | 09229782 |
|                                         | Wohnstallhaus und Seitengebäude eines Bauernhofes                                              | Schneeberger Straße 56 (Karte)      | um 1800                                   | beide Gebäude mit Fachwerk-Obergeschoss, baugeschichtlich von Bedeutung. Wohnstallhaus: Satteldach, Giebel verschiefert, Obergeschoss verkleidet (Hofseite mit Brettern), Werksteingewände im Erdgeschoss Seitengebäude: Satteldach, Giebel verschiefert, Fachwerk im Obergeschoss, Rückseite verbrettert | 09229637 |
|                                         | Dreiseithof mit Wohnstallhaus, Seitengebäude, Scheune und Toreinfahrt                          | Schneeberger Straße 64 (Karte)      | 1894                                      | in Fachwerkbauweise, zeittypischer Bauernhof von baugeschichtlichem, ortsgeschichtlichem und sozialgeschichtlichem Wert. Wohnstallhaus: Satteldach, Fachwerk im Obergeschoss und im Giebel Seitengebäude: Satteldach, Fachwerk im Obergeschoss, ein Giebel verbrettert, ein Giebel verschiefert, Zehn-Scheiben-Fenster Scheune: Satteldach, einschließlich Giebel verbrettert, Zehn-Scheiben-Fenster, Hof nach Brand 1894 wieder aufgebaut. | 09229638 |

## Oberdorf
| Bild | Bezeichnung | Lage                                   | Datierung                  | Beschreibung | ID       |
| ---- | --- | -------------------------------------- | -------------------------- | --- | -------- |
|      | Dreiseithof mit Wohnstallhaus, Seitengebäude, Scheune, Hofmauer und Toreinfahrt                                                           | Am Bach 2 (Karte)                      | um 1800                    | geschlossene Hofanlage in Fachwerkbauweise, baugeschichtlich von Bedeutung. Wohnstallhaus: Satteldach, Obergeschoss und Giebel verschiefert, Fenster an der Giebelseite modernisiert Seitengebäude: Satteldach, Fachwerk im Obergeschoss, Giebel verschiefert, Schößchen-Fenster Scheune: Satteldach, Obergeschoss verbrettert, Giebel verschiefert Torpfeiler: zwei Klinkersäulen mit Pyramidenaufsatz, Holzlatten-Tor, Klinkermauer als Einfriedung | 09229621 |
|      | Vierseithof mit Wohnstallhaus, Seitengebäude, zwei aneinandergebaute Scheunen, Toreinfahrt, Vorgarten am Wohnstallhaus und Hofpflasterung | Dorfstraße 21 (Karte)                  | 1. Hälfte 19. Jh.          | zeit- und landschaftstypische Fachwerkgebäude, Scheunen verbrettert, geschlossene Hofanlage, baugeschichtlich von Bedeutung. Wohnstallhaus: Satteldach, drei Gaupen, Giebel und Obergeschoss verschiefert, hofseitig Fachwerk im Obergeschoss, Erdgeschoss gelb geputzt, Eingang straßenseitig, Porphyr-Gewände, T-Fenster mit weiterer Glasteilung, an der Giebelseite Fenster zum Teil vergrößert Seitengebäude: Satteldach, Giebel und Obergeschoss verschiefert, hofseitig Fachwerk im Obergeschoss, 10-Scheiben-Fenster, zwei im Winkel aneinandergebaute Scheunen mit Schauer: Satteldach, verbrettert, Giebel verschiefert Torpfeiler: zwei Klinkersäulen mit vasenförmigem Aufsatz (bezeichnet 1891), Brettertor | 09229619 |
|      | Wohnstallhaus, westliches Seitengebäude und Scheune eines Vierseithofes                                                                   | Hartensteiner Straße 97 (Karte)        | um 1800                    | Wohnstallhaus und Seitengebäude mit Fachwerk-Obergeschoss, Scheune verbrettert, baugeschichtlich von Bedeutung. Wohnstallhaus (um 1800): Satteldach, Fachwerk im Obergeschoss, Schmuck-Schiefergiebel, im Obergeschoss alte Fenster, rückwärtiger Anbau mit Satteldach, T-förmiger Grundriss Seitengebäude (2. H. 19. Jh.): Satteldach, Fachwerk im Obergeschoss (mit Ziegel ausgesetzt) Scheune (2. H. 19. Jh.): Satteldach, hofseitig Holzverbretterung, an der Feldseite Obergeschoss verschiefert | 09229615 |
|      | Vierseithof mit Wohnstallhaus, zwei Seitengebäuden und Scheune                                                                            | Hartensteiner Straße 111 (Karte)       | 18. Jh.                    | geschlossene Hofanlage in Fachwerkbauweise, erzgebirgstypisch, baugeschichtlich von Bedeutung. Ältere Hofanlage, vermutlich in den 1930er bzw. 1950er Jahren überformt, sämtliche Gebäude mit Satteldach, Wohnstallhaus (bezeichnet 1852 am klassizistischen Türstock): Fachwerk im Obergeschoss, Fenster vergrößert, straßenseitig neuerer Anbau 1. Seitengebäude mit Einfahrt an der Giebelseiten (Holztor mit Rundbogen), vermutl. Laubengang im Obergeschoss (verbrettert) 2. Seitengebäude: Obergeschoss verbrettert Holzscheune | 09229616 |
|      | Wohnstallhaus, nördliches Seitengebäude, westliche Scheune und Hofpflasterung eines Vierseithofes                                         | Hartensteiner Straße 128 (Karte)       | um 1900                    | geschlossene Hofanlage in Fachwerkbauweise, Scheune verbrettert, erzgebirgstypische Gestaltung, baugeschichtlich von Bedeutung. Wohnstallhaus: Satteldach, Giebel und Obergeschoss hofseitig verschiefert, straßenseitig Fachwerk im Obergeschoss, Erdgeschoss verändert (Garageneinbau im Stallteil) Seitengebäude: Satteldach, Obergeschoss verschiefert, Giebel verbrettert, 10-Scheiben-Fenster Scheune: Satteldach, Holzverbretterung, 10-Scheiben-Fenster | 09229614 |
|      | Kriegerdenkmal für die Gefallenen des 1. Weltkrieges                                                                                      | Hartensteiner Straße 146 (bei) (Karte) | nach 1918 (Kriegerdenkmal) | Porphyr-Quader mit Relief und Inschrift, ortsgeschichtlich von Bedeutung. | 09229613 |
|      | Wohnstallhaus, zwei Seitengebäude, Scheune und Torbogen eines Vierseithofes                                                               | Zum Kühlen Grund 3 (Karte)             | um 1800                    | geschlossene Hofanlage in Fachwerkbauweise, baugeschichtlich von Bedeutung. Sämtliche Gebäude mit Satteldach; Wohnstallhaus: Giebel und Obergeschoss an der Straßenseite verschiefert, hofseitig verbrettert | 09229618 |
|      | Wohnstallhaus, zwei Seitengebäude und Scheune eines Vierseithofes                                                                         | Zum Kühlen Grund 5 (Karte)             | um 1800                    | Fachwerkgebäude, Scheune verbrettert, geschlossene Hofanlage, markante Lage im Ortsbild, baugeschichtlich von Bedeutung. Sämtliche Gebäude mit Satteldach, Wohnstallhaus: Fachwerk im Obergeschoss verputzt, Erdgeschoss und Fenster der Giebelseite modernisiert Seitengebäude (am Balken bezeichnet 1882): Obergeschoss verbrettert 2. Seitengebäude: Fachwerk im Obergeschoss, alte Fenster (10feldrig), Heuaufzug am Giebel, hofseitig Schauer Scheune: verbrettert, Einfahrt zur Straße | 09229617 |

## Raum
| Bild           | Bezeichnung                                          | Lage                                   | Datierung                  | Beschreibung | ID       |
| -------------- | ---------------------------------------------------- | -------------------------------------- | -------------------------- | --- | -------- |
| Weitere Bilder | Gasthof mit Saalbau                                  | Lößnitzer Straße 4 (Karte)             | um 1680                    | stattliches Fachwerkhaus mit Dachreiter, altertümliche Fachwerkkonstruktion mit Andreaskreuzen, Saalbau der Jahrhundertwende um 1900, baugeschichtlich und ortsgeschichtlich von Bedeutung. Satteldach, Türmchen mit Glocke und Uhr, Giebel verschiefert, Fachwerk im Obergeschoss, geschweifte Andreaskreuze (Feuerböcke), verzierte Kopfbänder, nachträglich verkürzt (Blattsasse von Kopfband sichtbar), aufgeblattete Fußstreben am Giebel (um 1720?), evtl. um 1830 massiv unterfahren (Türstock dieser Zeit), späterer Saalbau mit Bühne | 09229664 |
| Weitere Bilder | Kriegerdenkmal für die Gefallenen des 1. Weltkrieges | Lößnitzer Straße 9 (gegenüber) (Karte) | nach 1918 (Kriegerdenkmal) | ortsgeschichtlich von Bedeutung. Monolith mit ovaler Tafel, steinerne Einfriedung | 09301794 |